# Horatio Fitch
Horatio Fitch, född 16 december 1900 i Chicago, död maj 1985 i Allenspark i Colorado, var en amerikansk friidrottare.
Fitch blev olympisk silvermedaljör på 400 meter vid sommarspelen 1924 i Paris.